# Dorfkirche Medewitz

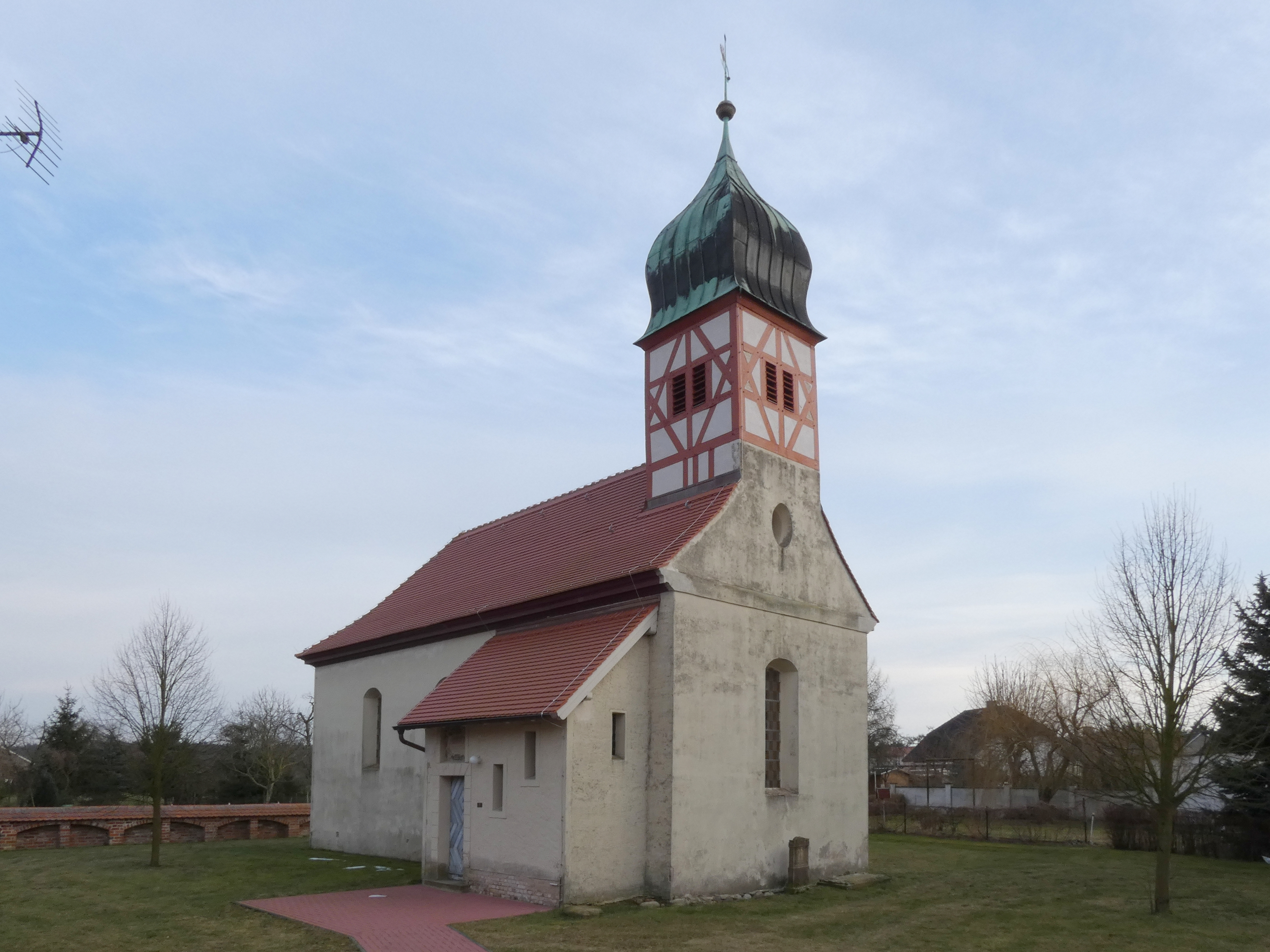
Die Medewitzer Dorfkirche von Nordwesten

Die Dorfkirche Medewitz ist der einzige bestehende Kirchenbau im Dorf Medewitz in der Gemeinde Wiesenburg/Mark und Baudenkmal. Sie gehört zur Evangelischen Kirchengemeinde Wiesenburg des Evangelischen Kirchenkreises Mittelmark-Brandenburg der Evangelischen Kirche Berlin-Brandenburg-schlesische Oberlausitz.

## Geschichte
Die Medewitzer Kirche wurde 1713 im Stil des Barock errichtet. Bauherr war der Kirchenpatron Hans Friedrich Brandt von Lindau. Die Kirche wurde anstelle eines Vorgängerbaus errichtet. Der Vorgängerbau stammte aus dem 14. Jahrhundert und war eine für die Gegend typische Feldsteinkirche. Er wurde im Dreißigjährigen Krieg zerstört. Die hölzerne Ausstattung der Kirche stammt zum erheblichen Teil aus ihrer Bauzeit.

## Bauwerk

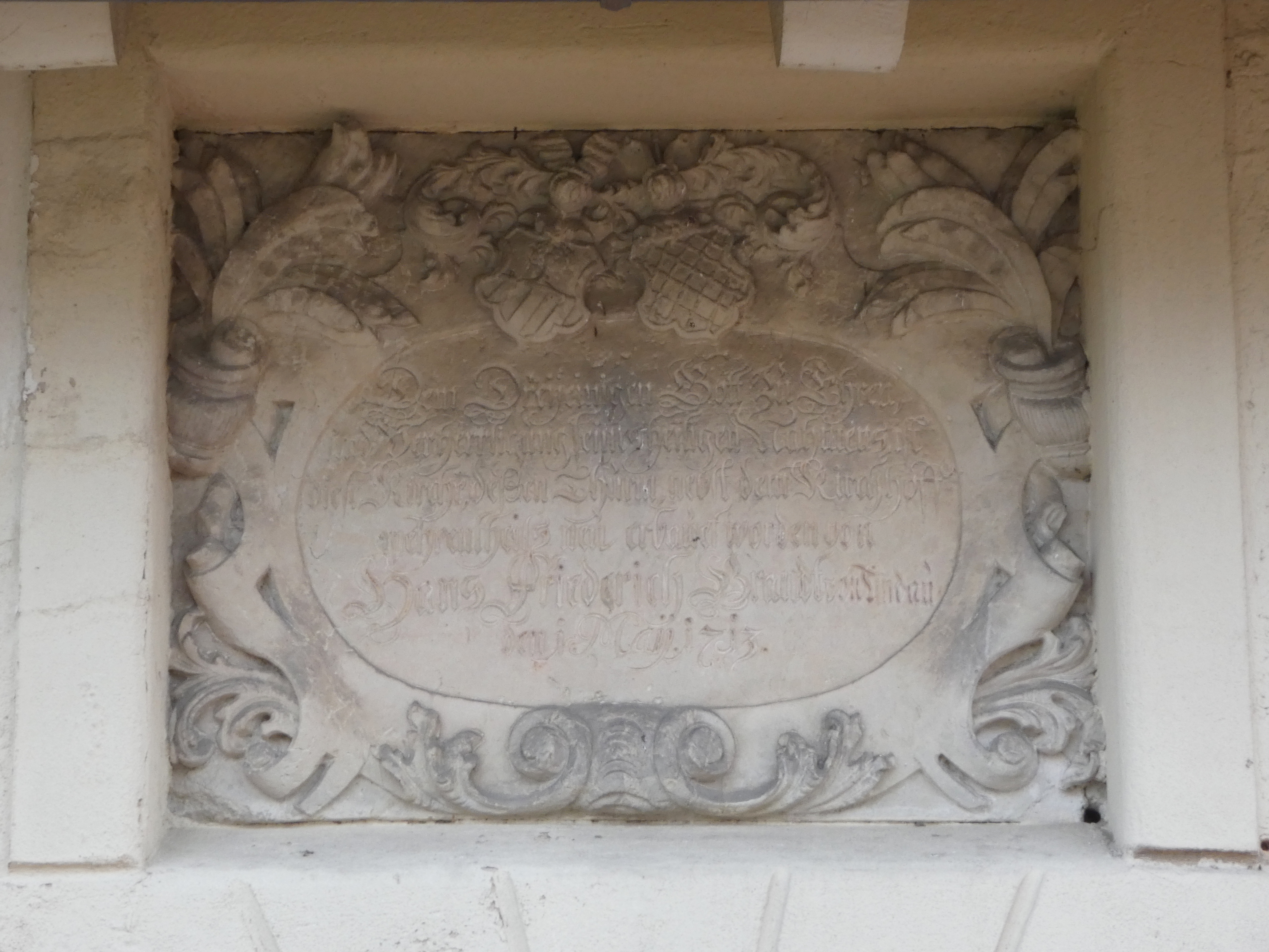
Inschriftenstein über dem Zugang zur Kirche

Die kleine Saalkirche ist ein schlichter Putzbau. Mehrere Fenster sind segmentbogig gestaltet. Der Zugang befindet sich in der nordwestlichen Ecke in einem neueren Anbau mit Rechteckfenstern. Diese sind mit Faschen umrandet. Über dem Eingang ist ein Inschriftenstein eingearbeitet. Über dem westlichen Giebel des Kirchenschiffs befindet sich ein turmartiger Dachreiter, der den Glockenstuhl trägt. Dieser ist in Fachwerkbauweise errichtet und hat Schallöffnungen in alle vier Himmelsrichtungen. Einer Schweifhaube sitzt eine Turmkugel und Wetterfahne auf. Im Westgiebel befindet sich eine weitere lichte Öffnung, ein Ochsenauge. Das Dach der Kirche ist nach Osten abgewalmt und mit roten Biberschwänzen eingedeckt. Der Anbau für den Zugang hat ein Pultdach.

## Ausstattung
Ein Kanzelaltar hat einen polygonalen Korb zwischen Säulen und seitliche Durchgänge. Die Säulen tragen den Schalldeckel mit einem Gesprengten Giebel. Als Ornament finden sich Akanthus. Unter dem Korb des Kanzelaltars befindet sich ein Bild des Abendmahls. Der Pfarrstuhl weist ein Rankenornament auf. Der Taufstein besteht aus Sandstein und ist achteckig. In diesem befindet sich eine Stifterinschrift. Die Segmentbogenfenster sind mit schlichten Bleiverglasungen gefüllt. An der westlichen Außenwand im Kirchhof befindet sich ein einzelner alter, teilweise verwitterter Grabstein.